# ريثيون العربية السعودية
ريثيون العربية السعودية هي شركة سعودية مملوكة بالكامل لشركة رايثيون. ستعمل الشركة على توفير قطع الغيار الحربية، وتطوير وتوطين المنتجات الدفاعية، وتوفير الخدمات الدفاعية والسبرانية، وتطبيق البرامج التي من شأنها العمل على تعزيز القدرات الدفاعية والأمنية المختلفة للسعودية. وتتخذ الشركة من الرياض مقراً لها. وتم تأسيس ريثيون العربية السعودية بموجب اتفاقية تفاهم وقعتها ريثيون مع الشركة السعودية للصناعات العسكرية.

## نبذة تاريخية
في20 مايو 2017، في العاصمة السعودية الرياض، وبحضور الملك سلمان بن عبد العزيز آل سعود، والرئيس الأمريكي دونالد جون ترامب، وقعت شركة ريثيون الأمريكية والشركة السعودية للصناعات العسكرية مذكرة تفاهم، يهدف من خلالها الطرفان إلى تعزيز أواصر التعاون والشراكة فيما بينهما في المجالات الدفاعية والتكنولوجية. نتج هذه هذه المذكرة تأسيس شركة ريثيون العربية السعودية. وأكد الرئيس التنفيذي لشركة ريثيون العربية السعودية كيرت آمند، في حديث مع قناة العربية على هامش معرض أفد 2018، أن مشاريع الشركة التصنيعية في السعودية ستؤدي لتوفير 1200 وظيفة متخصصة، ونحو 1500 وظيفة غير مباشرة خلال السنوات الخمس المقبلة. تماشياً مع رؤية السعودية 2030 والأهداف الرامية لتوطين 50% من الصناعات العسكرية.